# Misha Cross
Misha Cross (Varsovia, 27 de noviembre de 1989) es una actriz pornográfica polaca.

## Biografía
Misha Cross nació en Varsovia (Polonia) el 27 de noviembre de 1989. Estudió fotografía en su ciudad natal y trabajó de dependienta en una tienda de ropa antes de embarcarse en 2013 en la carrera de actriz porno.
Con 23 años debutó con la productora Evil Angel en Blow Me Off y Borders of Desire. También ha trabajado para otras productoras como Bang Bros, Tushy, Hustler, Private, Brazzers, Blacked, Girlfriends Films o Juicy Entertainment.
En 2015 recibió el Premio XBIZ a la Mejor artista extranjera.
En 2016 y 2017 ganó el Premio AVN a la Artista femenina extranjera del año.
En 2016 rodaría la dupla Hard In Love, de temática gonzo, para Evil Angel junto a la actriz británica Samantha Bentley. Por la primera parte, junto a Nikita Bellucci, se llevaría en 2017 el Premio AVN a la Mejor escena de sexo en producción extranjera.
Algunas películas de su filmografía son Naughty Girls Get Fucked, Barely Legal 146, Lesbian Fetish Fantasies, Maids For All, Naughty Girls Get Fucked, Prison Lesbians o True Love Stories - Mail Order Brides.
Hasta la actualidad, ha rodado más de 440 películas.

## Premios y nominaciones
| Año  | Ceremonia           | Resultado | Premio                                                       | Trabajo                                     |
| ---- | ------------------- | --------- | ------------------------------------------------------------ | ------------------------------------------- |
| 2015 | Premios AVN         | Nominada  | Mejor actriz revelación                                      | —                                           |
| 2015 | Premios AVN         | Nominada  | Mejor escena de sexo oral                                    | Misha Cross: Wide Open                      |
| 2015 | Premios AVN         | Nominada  | Mejor escena de sexo con doble penetración                   | Misha Cross: Wide Open                      |
| 2015 | Premios AVN         | Nominada  | Mejor escena de trío M-H-M                                   | Fluid 2                                     |
| 2015 | Premios AVN         | Nominada  | Premio fan: Cutest Newcomer                                  | —                                           |
| 2015 | Premios XBIZ        | Ganadora  | Artista femenina extranjera del año                          | —                                           |
| 2015 | Premios XBIZ        | Ganadora  | Mejor escena de sexo en película lésbica                     | Misha Cross: Wide Open                      |
| 2015 | Premios XBIZ        | Nominada  | Mejor escena de sexo en película gonzo                       | Misha Cross: Wide Open                      |
| 2016 | Premios AVN         | Nominada  | Premio fan: Mejor actriz porno                               | —                                           |
| 2016 | Premios AVN         | Nominada  | Mejor escena de sexo en producción extranjera                | Pretty Little Playthings                    |
| 2016 | Premios AVN         | Ganadora  | Artista femenina extranjera del año                          | —                                           |
| 2016 | Premios XBIZ        | Nominada  | Mejor escena de sexo en película lésbica                     | Mother Lovers Society 12                    |
| 2017 | Premios AVN         | Ganadora  | Artista femenina extranjera del año                          | —                                           |
| 2017 | Premios AVN         | Ganadora  | Mejor escena de sexo en producción extranjera                | Hard in Love                                |
| 2017 | Premios XBIZ        | Nominada  | Artista femenina extranjera del año                          | —                                           |
| 2017 | Premios XBIZ        | Nominada  | Mejor actriz en película lésbica                             | Hard in Love                                |
| 2017 | Premios XBIZ        | Nominada  | Mejor escena de sexo en película lésbica                     | Hard in Love                                |
| 2018 | Premios AVN         | Nominada  | Artista femenina extranjera del año                          | —                                           |
| 2018 | Premios AVN         | Nominada  | Mejor escena de sexo en producción extranjera                | Infernal                                    |
| 2018 | Premios XBIZ        | Nominada  | Artista femenina extranjera del año                          | —                                           |
| 2019 | Premios AVN         | Nominada  | Artista femenina extranjera del año                          | —                                           |
| 2019 | Premios AVN         | Nominada  | Mejor actuación solo / tease                                 | Misha in Exile                              |
| 2019 | Premios AVN         | Nominada  | Mejor escena de sexo en producción extranjera                | Rocco’s Dirty Girls 2                       |
| 2019 | Premios AVN         | Nominada  | Mejor escena de sexo anal en producción extranjera           | Misha in Exile                              |
| 2019 | Premios AVN         | Nominada  | Mejor escena de sexo lésbico grupal en producción extranjera | Misha in Exile                              |
| 2019 | Premios XBIZ        | Nominada  | Artista femenina extranjera del año                          | —                                           |
| 2020 | Premios AVN         | Nominada  | Artista femenina extranjera del año                          | —                                           |
| 2020 | Premios AVN         | Nominada  | Mejor escena de sexo en producción extranjera                | Bacchanalia                                 |
| 2020 | Premios AVN         | Ganadora  | Mejor escena de sexo anal en producción extranjera           | Elements                                    |
| 2020 | Premios AVN         | Ganadora  | Mejor escena de sexo lésbico grupal en producción extranjera | Bacchanalia                                 |
| 2020 | Premios XBIZ        | Nominada  | Artista femenina extranjera del año                          | —                                           |
| 2020 | Premios XBIZ Europa | Nominada  | Artista femenina del año                                     | —                                           |
| 2020 | Premios XBIZ Europa | Nominada  | Mejor escena de sexo gonzo                                   | Harmony Inked                               |
| 2020 | Premios XBIZ Europa | Nominada  | Mejor escena de sexo glamcore                                | Bacchanalia                                 |
| 2020 | Premios XBIZ Europa | Nominada  | Mejor escena de sexo lésbico                                 | Bacchanalia                                 |
| 2021 | Premios AVN         | Nominada  | Mejor escena de sexo lésbico grupal en producción extranjera | Dorcel Airlines: Indecent Flight Attendants |
| 2023 | Premios AVN         | Nominada  | Mejor escena de sexo internacional                           | Cherry's Master Class                       |